# Missões diplomáticas do Senegal

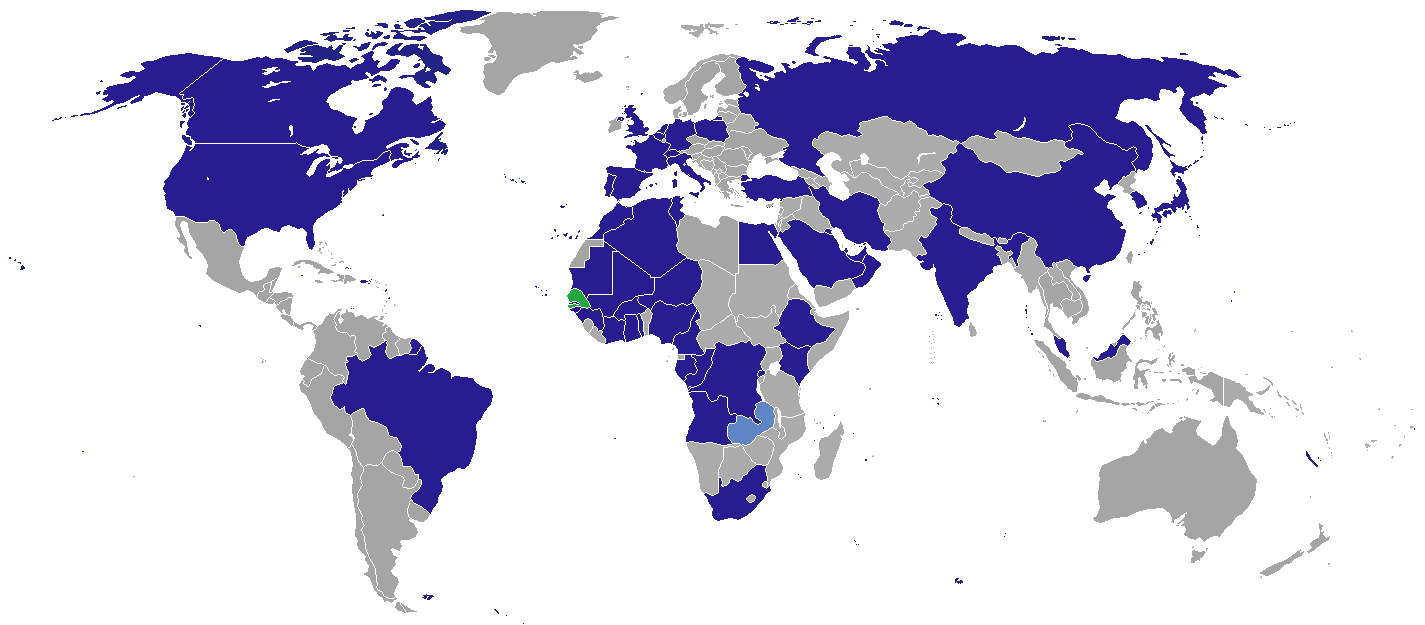
Missões diplomáticas do Senegal.

Abaixo estão listadas as embaixadas e consulados do Senegal:

## Africa
- África do Sul
  - Pretória (Embaixada)
- Argélia
  - Argel (Embaixada)
- Burquina Fasso
  - Ouagadougou (Embaixada)
- Cabo Verde
  - Praia (Embaixada)
- Camarões
  - Yaoundé (Embaixada)
- Costa do Marfim
  - Abidjã (Embaixada)
- Egito
  - Cairo (Embaixada)
- Etiópia
  - Adis-Abeba (Embaixada)
- Gabão
  - Libreville (Embaixada)
- Gâmbia
  - Banjul (Embaixada)
- Gana
  - Accra (Embaixada)
- Guiné
  - Conacri (Embaixada)
- Guiné-Bissau
  - Bissau (Embaixada)
- Líbia
  - Trípoli (Embaixada)
- Madagáscar
  - Antananarivo (Embaixada)
- Mali
  - Bamako (Embaixada)
- Mauritânia
  - Nouakchott (Embaixada)
- Marrocos
  - Rabat (Embaixada)
- Nigéria
  - Abuja (Embaixada)
  - Lagos (Agência consular)
- Togo
  - Lomé (Consulado-Geral)
- Tunísia
  - Túnis (Embaixada)
- Zâmbia
  - Lusaka (Consulado-Geral)

## América

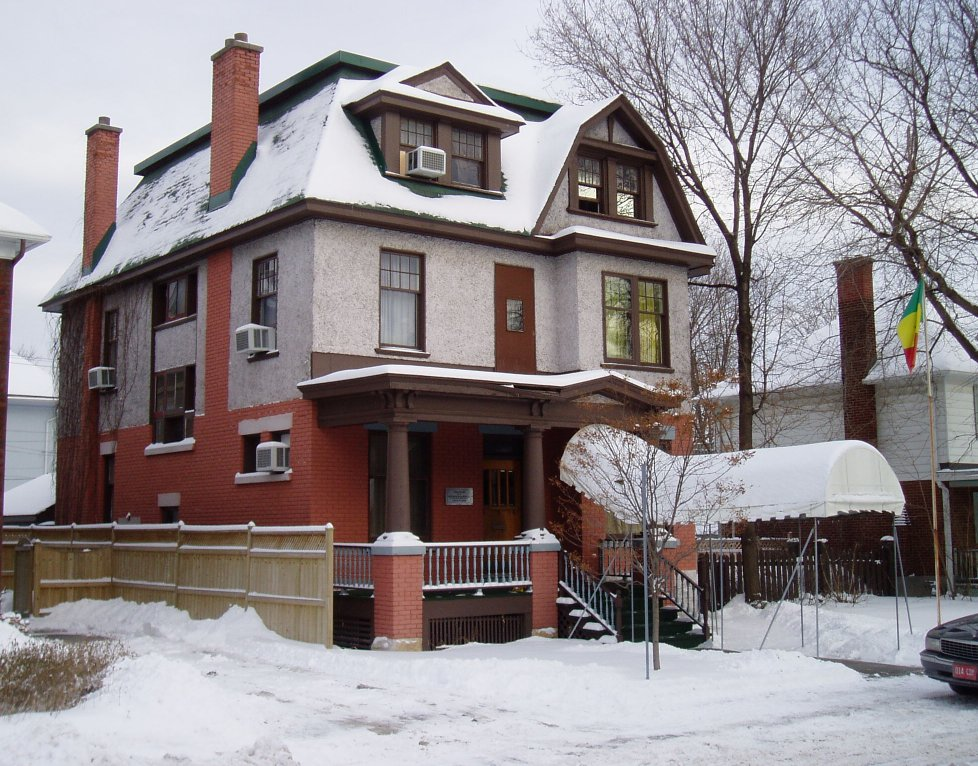
Embaixada do Senegal em Ottawa, Canadá.

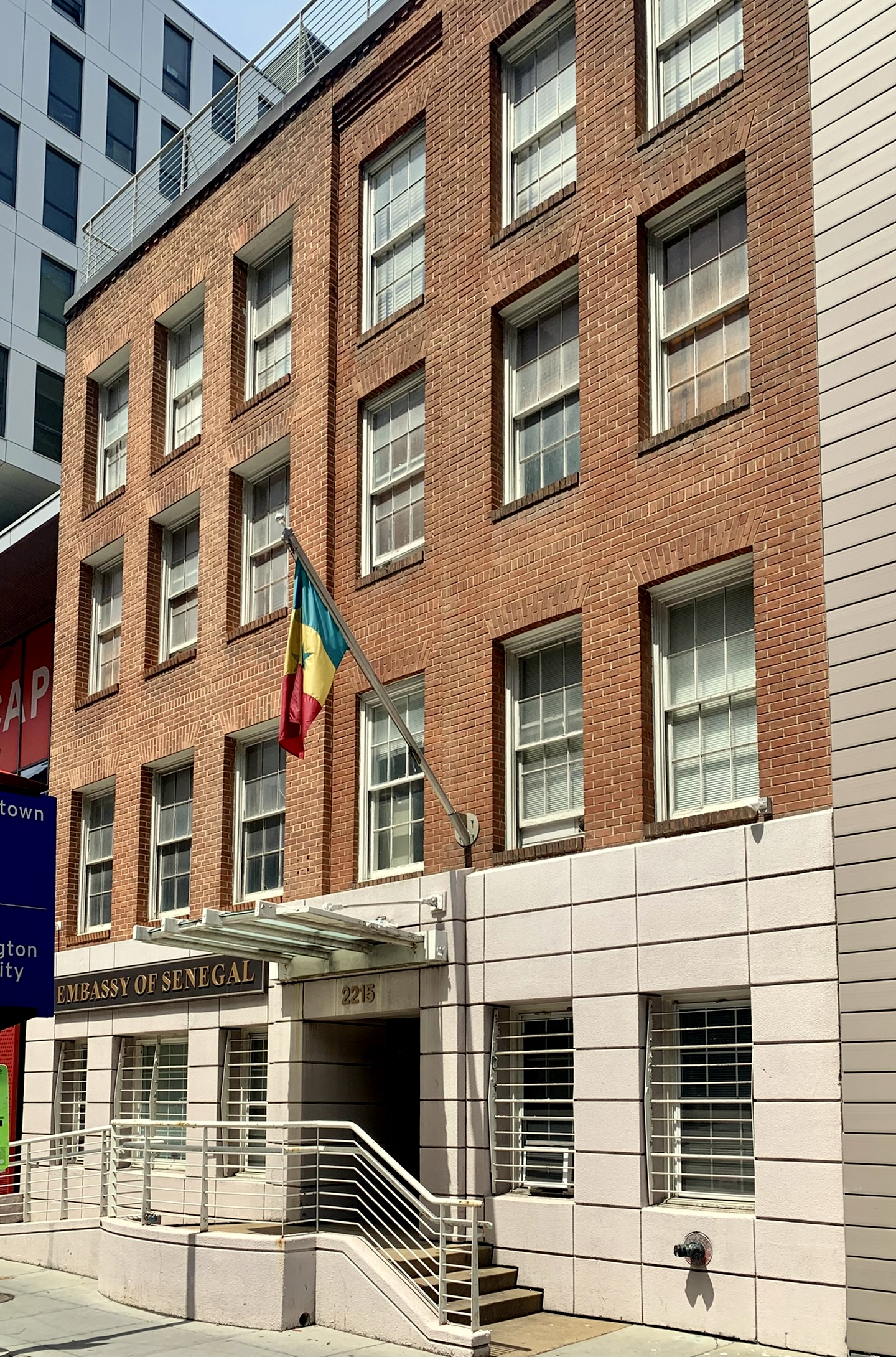
Embaixada do Senegal em Washington DC.

- Brasil
  - Brasília (Embaixada)
- Canadá
  - Ottawa (Embaixada)
- Estados Unidos
  - Washington, D.C. (Embaixada)
  - Nova Iorque (Consulado-Geral)

## Ásia

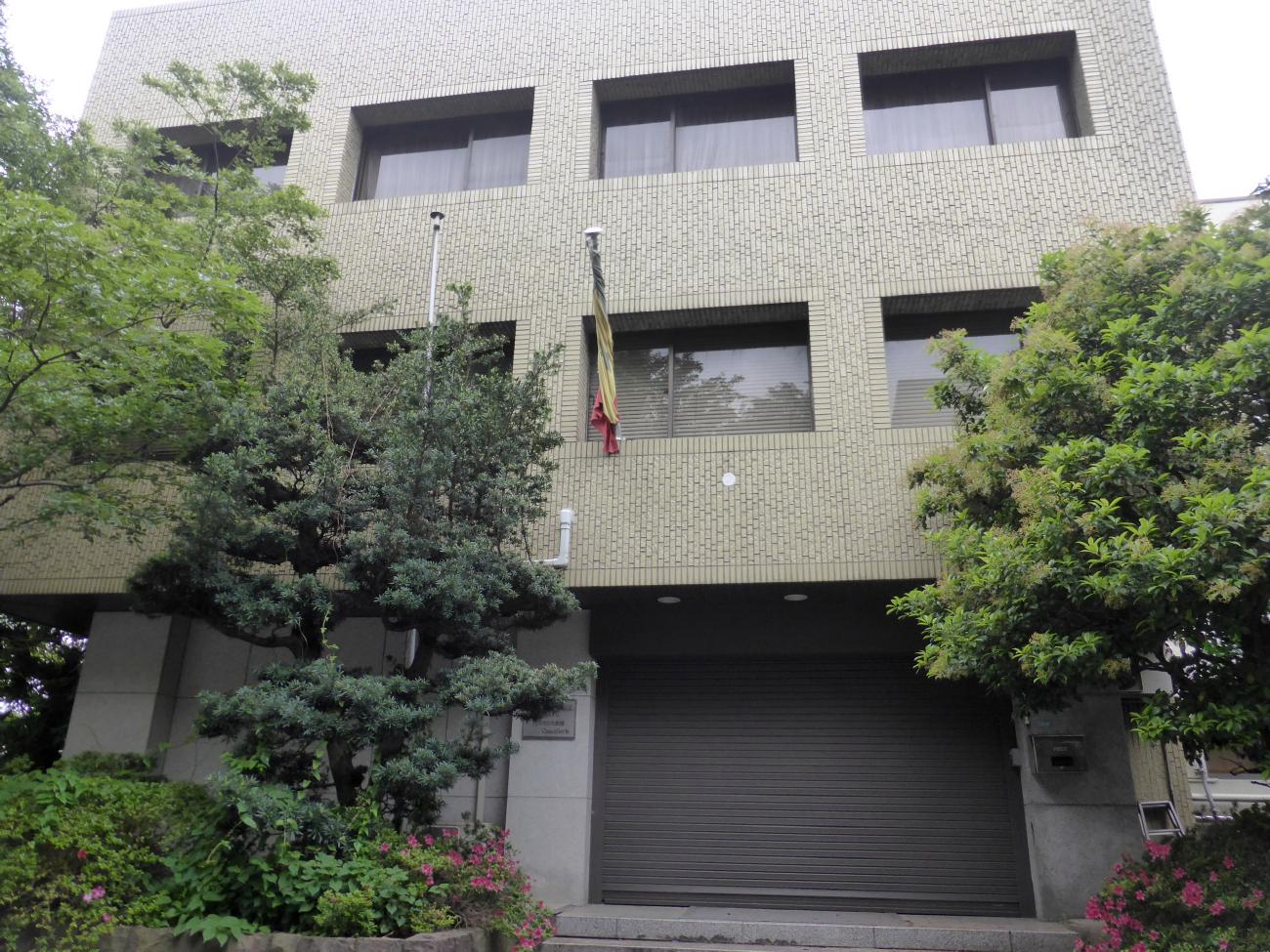
Embaixada do Senegal em Tóquio.

- Arábia Saudita
  - Riad (Embaixada)
  - Jedda (Consulado-Geral)
- Bahrein
  - Manama (Embaixada)
- Catar
  - Doha (Embaixada)
- China
  - Pequim (Embaixada)
- Emirados Árabes Unidos
  - Abu Dhabi (Embaixada)
- Índia
  - Nova Délhi (Embaixada)
- Irão
  - Teerã (Embaixada)
- Kuwait
  - Cidade do Kuwait (Embaixada)
- Japão
  - Tóquio (Embaixada)
- Malásia
  - Kuala Lumpur (Embaixada)
- Omã
  - Mascate (Embaixada)
- Turquia
  - Ankara (Embaixada)

## Europa
- Alemanha
  - Berlim (Embaixada)
- Bélgica
  - Bruxelas (Embaixada)
- Espanha
  - Madrid (Embaixada)
- França
  - Paris (Embaixada)
  - Bordéus (Consulado-Geral)
  - Lyon (Consulado-Geral)
  - Marselha (Consulado-Geral)
  - Le Havre (Consulatado-Geral)
- Itália
  - Roma (Embaixada)
  - Milão (Consulado-Geral)
- Portugal
  - Lisboa (Embaixada)
- Reino Unido
  - Londres (Embaixada)
- Rússia
  - Moscou (Embaixada)
- Suécia
  - Estocolmo (Embaixada)
- Suíça 
  - Genebra (Embaixada)
- Santa Sé
  - Cidade do Vaticano (Embaixada)

## Organizações multilaterais
- Adis-Abeba (Missão permanente do Senegal ante a União Africana)
- Bruxelas (Missão permanente do Senegal ante a União Europeia)
- Genebra (Missão permanente do Senegal ante as Nações Unidas e organizações internacionais)
- Nova Iorque (Missão permanente do Senegal ante as Nações Unidas)
- Paris (Missão permanente do Senegal ante a UNESCO)